# Погарская сотня
Пога́рская со́тня — административно-территориальная и войсковая единица в составе малороссийского Стародубского полка, существовавшая в XVII-XVIII веках.
Центр – город Погар.

## История
Погарская сотня была создана сразу после Зборовского договора (1649), и первоначально входила в состав Черниговского полка, а вскоре была включена в новообразованный Стародубский полк, в котором находилась вплоть до его расформирования (1782).
По-видимому, Погарская сотня являлась одной из важнейших в своём полку, так как именно погарский сотник (Гаврило Еремеенко) исполнял обязанности наказного полковника во время приведения малороссийских полков к присяге в 1654 г.
Около 1670 года из северной части Погарской сотни была сформирована Бакланская сотня.
В 1782 году, после упразднения полкового деления Малороссии, на территориальной основе Погарской и Бакланской сотен был создан Погарский уезд.

## География и население
Погарская сотня занимала оба берега нижнего течения Судости до её впадения в Десну. Возникновение поселений, находящихся на правом, нагорном берегу этой реки, должно быть отнесено к XII веку, когда в первый раз упомянут в летописи Радогощ, теперешний Погар. Заселение левого, лугового берега Судости в пределах Погарской сотни началось не раньше конца XVI в., но происходило главным образом во второй половине XVII в. и частью даже в XVIII в.

## Административное деление
Сотня подразделялась на несколько казачьих куреней. По состоянию на 1732 год, в Погарскую сотню входили следующие курени:
- городской Погарский (центр — г. Погар)
- Посудицкий (центр — с. Посудичи)
- Бобрицкий (с. Бобрик)
- Лобковский (с. Лобки)
- Перегонский (д. Перегон)
- Дареевский (с. Дареевск)
- Чаусовский (с. Чаусы)
- Случевский (с. Случевск)
- Гремяцкий (с. Гремяч)
- Евдокольский (с. Евдоколье)

## Основные населённые пункты
- город Погар;
- местечко Гремяч;
- сёла: Посудичи, Куров, Суворов, Чубаров, Чаусы, Случевск, Сопычи, Михальчина Слобода, Гудовка, Дареевск, Городище, Лобки, Борщов, Бобрик, Волуец, Чеховка, Стечна, Евдоколье, Витемля;
- деревни: Яковлевичи, Жигалки, Перегон, Дешковичи, Марковск, Лукин, Горицы, Муравьи, Гринёвка, Поперечная, Бугаевка, Телеговка, Бозская, Василевка;
- хутора: Холопец, Старая и Новая Вора.

## Погарские сотники
- Павло Шох, 1649.
- Гаврило Еремеенко, 1659–1679, с перерывами.
- Лазарь Тимофеевич, 1672.
- Тарас Гаврилович Еремеенко, 1681–1706.
- Захар Юрьевич Искра, 1709–1712.
- Семен Яковлевич Галецкий, 1712–1722.
- Семен Соболевский, 1722–1738.
- Владимир Семенович Соболевский, 1738–1768.
- Яков Лобко, 1781.
- Федор Осипович Тарасевич, 1782.